# Étienne-François Turgot
Pour les articles homonymes, voir Turgot (homonymie).
Étienne-François Turgot, dernier seigneur de Brucourt, marquis de Soumont, né à Paris le 16 juin 1721 et décédé le 25 décembre 1788 en son château de Bons, fut naturaliste, administrateur de Malte et gouverneur de Guyane. Ses connaissances en histoire naturelle, chirurgie, médecine et agriculture en firent un associé libre de l’Académie des sciences.

## Biographie
Il est le deuxième fils de Michel Etienne Turgot, marquis de Soumont et Madeleine Françoise Martineau de Brétignolles, un des frères d'Anne Robert Jacques Turgot et le beau-frère de Paul-Hippolyte de Beauvilliers, duc de Saint-Aignan.
Destiné par sa famille à l’état militaire, il part apprendre la carrière d'officier à Malte et devient administrateur éclairé de l'île. Il rentre en France en 1764 et est nommé brigadier des armées du roi. Turgot est, dès sa jeunesse, intéressé par les sciences, et notamment les savoirs botaniques et agronomiques. Alors qu'il réside à Malte, il a pour projet de créer un jardin d'acclimatation pour y introduire des cultures exotiques. En 1761, il est membre fondateur de la Société royale d'agriculture de Paris. Il est reçu associé libre de l’Académie des sciences en 1762.
Louis XV le nomma gouverneur de Guyane mais, l’expédition de colonisation menée à partir de 1763 à la demande de Choiseul, mal préparée, fut un échec retentissant. Même, en raison de conflits de pouvoir, accusé de malversation, Turgot finit par être l'objet d'une lettre de cachet. Accusé injustement, le roi Louis XV lui offrit un important  dédommagement qu’il refusa, préférant se retirer dans son château de Bons, disant qu’il n’avait pas eu le temps de le mériter.
Après sa détention, il partage sa vie entre Paris et son château de Bons.
Il épouse Marguerite Capon (fille naturelle du roi Louis XV) . À sa mort en 1815, elle a comme héritiers Antoine-Marie-Etienne Turgot, Anne-Etienne-Michel Turgot, Marie-Anne-Adélaïde Turgot épouse divorcée de Jean-Antoine Costard de Saint-Léger, Marie-Victoire Turgot épouse Henri-René d'Hangerville d'Auvrecher) et Marie-Françoise-Renée Turgot.

## Œuvres
- Mémoire instructif sur la manière de rassembler, de préparer, de conserver et d'envoyer les diverses curiosités d'histoire naturelle ; auquel on a joint un mémoire intitulé : Avis pour le transport par mer, des arbres, des plantes vivaces, des semences, & de diverses autres curiosités d'histoire naturelle, Paris, Jean Marie Bruyset, libraire, rue Merciere, au Soleil d'or, 1758 (en ligne) ; quelques planches.
- Observations sur l’espèce de résine élastique de l’île de France.
- Il a fourni quelques textes à Soulavie pour les parties de ses Mémoires historiques sur le règne de Louis XVI consacrées à l'histoire du ministère de son frère.

Diderot, dans l'article « Coton, (Hist. nat. bot.) » de l’Encyclopédie précise qu'il a pu appuyer sa rédaction sur « des mémoires de M. Jore (...), communiqué[e]s par M. le chevalier Turgot ».

## Sources
- Archives Nationales, 745AP/37, Dossier 1, testament d'Etienne François Turgot, 23 décembre 1788, rédigé par un notaire de Falaise au château de Bons. Copie de la minute numérisée sur la salle des inventaires virtuelle du Caran.